# Fayette (Nova Iorque)
Fayette é uma cidade no condado de Seneca, Nova Iorque, Estados Unidos. A população era de 3.617 no censo de 2020. A cidade está na parte centro-norte do condado e a sudeste de Geneva, Nova Iorque.
Existe uma estação de correios na cidade de Fayette, embora a área seja coberta por quatro distritos postais. Apenas a aldeia de Fayette utiliza o código postal 13065 para Fayette. Os endereços na seção leste têm o código postal 13148 para Seneca Falls. A seção central da cidade tem o código postal 13165 para Waterloo, enquanto os endereços na seção oeste têm o código postal 14456 para Geneva.

## História
Sêneca fazia parte do Trato Militar Central de Nova York e foi colonizada pela primeira vez por volta de 1790.
A cidade foi estabelecida a partir de uma parte da cidade de Romulus em 1800 como "Cidade de Washington", mas adotou o nome atual em 1808.
Em Fayette, no dia 6 de abril de 1830, Joseph Smith, que era de Palmyra, Nova York, organizou a "Igreja de Cristo" numa casa de madeira pertencente a Peter Whitmer Sr. Whitmer e mais quatro pessoas, além de Smith, foram os seis primeiros membros do movimento dos Santos dos Últimos Dias iniciado por Smith, sendo que a maior denominação deste movimento mais tarde seria conhecida como A Igreja de Jesus Cristo dos Santos dos Últimos Dias.
Em 1980, esta casa de madeira reconstruída, construída no local da casa original de Whitmer, foi dedicada como parte das celebrações do sesquicentenário da Igreja. A casa foi dedicada pelo presidente da Igreja, Spencer W. Kimball, e a cerimônia foi transmitida por satélite, como parte da conferência geral semestral da Igreja, para muitos centros de estaca ao redor do mundo. A casa de madeira de Whitmer continua a ser operada como um sítio histórico religioso pela Igreja.
A Igreja Evangélica Reformada de Cristo e a Casa William Hoster estão listadas no Registro Nacional de Lugares Históricos. A Mansão Rose Hill é um Marco Histórico Nacional.

## Geografia
Segundo o Departamento do Censo dos Estados Unidos, a cidade tem uma área total de 66,5 milha quadradas (172 km²), dos quais 55,2 milha quadradas (143 km²) é terra e 11,3 milha quadradas (29 km²) é 17% é água
A linha oeste da cidade é o Lago Seneca, e a linha leste é o Lago Cayuga. A linha norte da cidade é parcialmente marcada pelo Rio Seneca, que faz parte do Canal Cayuga-Seneca, ligado ao sistema do Canal Erie.
As rotas estaduais de Nova York 89, 96, 96A e 414 são todas rodovias norte-sul que passam pela cidade. A Rota Estadual de Nova York 336 é uma curta rodovia leste-oeste entre McDougall e Fayette.

## Demografia
Segundo o censo de 2010, a cidade tinha uma população de 3.929 pessoas, distribuídas em 1.535 domicílios e 1.114 famílias. A densidade populacional era de 71,2 habitantes por milha quadrada (27,5/km²). A composição racial da cidade era de 97,7% brancos, 0,6% afro-americanos ou negros, 0,1% nativos americanos, 0,4% asiáticos, 0,0% ilhéus do Pacífico, 0,4% de outras raças, e 0,8% de duas ou mais raças. Hispano-americanos ou latinos de qualquer raça compunham 1,6% da população.
Havia 1.535 domicílios, dos quais 27,0% tinham crianças menores de 18 anos vivendo com eles, 59,8% eram casais morando juntos, 9,1% tinham uma mulher chefe de família sem marido presente, e 27,4% não eram famílias. 21,2% de todos os domicílios eram compostos por indivíduos, e 10,1% tinham alguém morando sozinho com 65 anos ou mais. O tamanho médio dos domicílios era de 2,54 pessoas e o tamanho médio das famílias era de 2,96 pessoas.
Na cidade, a população estava distribuída da seguinte forma: 25,6% tinham menos de 20 anos, 5,3% tinham entre 20 e 24 anos, 20,5% tinham entre 25 e 44 anos, 31,5% tinham entre 45 e 64 anos, e 17,1% tinham 65 anos ou mais. A idade média era de 43,8 anos. Para cada 100 mulheres, havia 97,2 homens. Para cada 100 mulheres com 18 anos ou mais, havia 97,6 homens.
A renda mediana para um domicílio na cidade era de $ 69.545, e a renda mediana para uma família era de $ 75.441. Os homens tinham uma renda mediana de $ 47.659 contra $ 34.450 para as mulheres. A renda per capita da cidade era de $ 29.075. Cerca de 4,5% das famílias e 6,3% da população estavam abaixo da linha de pobreza, incluindo 5,0% dos menores de 18 anos e 3,7% das pessoas com 65 anos ou mais.

### Habitação
Havia 1.884 unidades habitacionais com uma densidade média de 34,1 por milha quadrada (13,2/km²). 18,5% das unidades habitacionais estavam desocupadas.
Havia 1.535 unidades habitacionais ocupadas na cidade. Dessas, 1.301 eram ocupadas por proprietários (84,8%), enquanto 234 eram ocupadas por inquilinos (15,2%). A taxa de vacância de unidades ocupadas por proprietários era de 1,3% do total de unidades. A taxa de vacância de unidades de aluguel era de 6,0%.
Nota: É comum que comunidades de resorts tenham um número maior de casas vazias do que o normal. Muitas são casas de férias que são sazonais e não são ocupadas regularmente.

## Comunidades e locais na cidade de Fayette
- Canoga – Um vilarejo próximo ao Lago Cayuga pela NY-89.
- Canoga Springs – Um vilarejo na parte leste da cidade na County Road 121.
- Fayette – O vilarejo de Fayette na NY-414, na linha sul da cidade.
- Kuneytown – Um vilarejo ao sul de Canoga Springs, localizado na County Road 154.
- Pastime Park – Um vilarejo à beira do lago no Lago Seneca.
- Rose Hill – Um vilarejo em NY-96A, na parte oeste de Fayette.
- MacDougall – Um vilarejo na linha sul da cidade em NY-336.
- Seneca Lake State Park – Um parque estadual próximo à parte noroeste de Fayette, no rio Seneca, na cidade de Waterloo.
- Teall Beach – Um vilarejo à beira do lago no Lago Seneca.
- Waterloo – A parte sul da vila de Waterloo fica na NY-96, na linha norte da cidade.
- Yale – um vilarejo na linha sul da cidade na County Road 126.
- Yost Corners – Um local próximo ao centro da cidade.

## Pessoas notáveis
- Robert Seldon Duncanson, artista da Escola do Rio Hudson
- Jaqueta Vermelha, "Saguwatha" ("o guardião acordado"), o chefe Sêneca nasceu aqui.
- Robert S. Rose, ex-congressista dos EUA
- Peter Whitmer Sr., um proeminente santo dos últimos dias, um dos primeiros seis membros e anfitrião da reunião organizacional da Igreja de Cristo formada por Joseph Smith em 1830.